# Dabishec
Dabishec (albanisch auch Dabisheci, serbisch Дабишевац Dabiševac) ist ein Dorf im Kosovo. Es gehört zur Gemeinde Pristina.

## Geographie
Um Dabishec liegen die Dörfer Gllogovica und Hajkobilla. In unmittelbarer Nähe befindet sich die Grenze zu Serbien. Das Dorf ist etwa 30 km westlich von Pristina aus entfernt.

## Geschichte
Im Winter 1921 verübten serbisches Militär und Polizei schwere Gräueltaten in Dabishec sowie den Orten Prapashtica und Keçekolla in der Nähe.

## Bevölkerung
| Jahr | Einwohner |
| ---- | --------- |
| 1948 | 544       |
| 1953 | 624       |
| 1961 | 731       |
| 1971 | 727       |
| 1981 | 594       |
| 1991 | 606       |
| 2011 | 108       |

Laut Volkszählung 2011 hatte Dabishec damals 108 Einwohner. Davon bezeichneten sich 107 als Albaner und einer als Serbe.

### Religion
Die gesamte Bevölkerung bekannte sich 2011 zum Islam und drei Personen gaben keine Antwort bezüglich ihres Glaubens.

## Infrastruktur

### Verkehr
In der Nähe von Dabishec befindet sich die M-9, die in Richtung Pristina oder zur Grenze Serbiens verläuft.